# Colt New Service
Colt New Service — американский револьвер двойного действия фирмы Colt, производившийся серийно с 1898 по 1940 годы. Состоял на вооружении личного состава Армии и ВМС США под названием Model 1909, мог использовать различные патроны. Использовался для замены штатного пистолета M1911, также производился под маркой M1917. В 1941 году снят с производства, хотя использовался и в дальнейшем силами армии и полиции. New Service имел монолитную рамку с высоким запасом прочности и откидывающийся влево барабан, стреляные гильзы из которого извлекались при помощи экстрактора одновременно. Ударно-спусковой механизм двойного действия, в отличие от старых армейских револьверов Colt Single Action Army образца 1873 года, позволял производить точные выстрелы с предварительным взведением курка и вести быстрый огонь самовзводом. Такие особенности конструкции обеспечивали сочетание требуемой эффективности терминальной баллистики пули с высокой скорострельностью при постоянной боеготовности оружия.

## История

### Colt M1917
Револьвер Colt New Service производился для армии США под названием M1909 и использовал патроны .45 Colt: их предлагалось использовать вместо револьверов фирмы Smith & Wesson и патронов .38 Long Colt, которые демонстрировали неадекватную убойную силу во время филиппино-американской войны. Револьвер также производился под именем M1917 под патроны .45 ACP и обоймами в форме полумесяца. Позднее было автоматизировано производство револьверов Colt (в том числе и их барабанов) без использования обойм в форме полумесяца, но доставать гильзы из барабана приходилось вручную. Всего было изготовлено 150 тысяч экземпляров револьвера, и он стал самым массовым в производстве револьвером. После Первой мировой войны зарекомендовал себя как популярное гражданское оружие.

#### Fitz Special
До Второй мировой войны в фирме Colt работал Джон Генри Фитцджеральд, который был известен тем, что носил в передних карманах своей одежды два револьвера типа FitzGerald Special: у них были курки с удаленной спицей, стволы длиной два дюйма, укороченные и закруглённые рукоятки, а также отсутствовало защитное кольцо от спускового крючка. Это оружие стало популярным среди производителей, даже когда было выпущено всего 30 единиц оружия. Полковники Рекс Эпплгейт и Чарльз Аткинс выступили разработчиками этой модели.

### Канада и Великобритания
В 1899 году Канада заказала серию револьверов New Service под патроны .45 Colt для своей армии, которая вела боевые действия против буров: револьвер должен был заменить модель Colt 1878 Double Action. С 1904 по 1905 годы полиция Северо-Запада Канады приобрела серию револьверов для замены револьвера «Энфилд Mk II», использовавшегося с 1882 года.
Британцы заказали серию револьверов, которая получила у них наименование Pistol, Colt, .455-inch 5.5-inch barrel Mk. I под патрон .455 Webley и использовалась в Первой мировой войне. Позднее в Британии револьверы Colt New Service носили наименование "NEW SERVICE .455 ELEY" (оно писалось на стволе), чтобы отличать их от американских и канадских револьверов под патрон .45 Colt.
Британские офицеры использовали Colt New Service даже чаще, чем стандартный Webley. 60 тысяч револьверов были поставлены армии и полиции Великобритании и Канады и применялись в обеих мировых войнах.

## Варианты и модификации
После окончания Второй мировой войны в 1945 году началось сокращение численности вооруженных сил США до уровня мирного времени. При этом признанное избыточным устаревшее стрелковое оружие (в том числе револьверы Colt New Service) передавались по программам военной помощи союзным странам. В дальнейшем, после создания 4 апреля 1949 года военно-политического блока НАТО (одним из учредителей которого являлись США), США приняли на себя обязательства по стандартизации используемого вооружения и боеприпасов с другими странами блока. В связи с начавшимся перевооружением войск США более современным оружием, револьверы Colt New Service распродавались на внутреннем рынке - при этом, они нередко проходили ремонт и предпродажную подготовку (получали новое воронение или новые деревянные накладки на рукоять нестандартного образца).